# 1264 Letaba

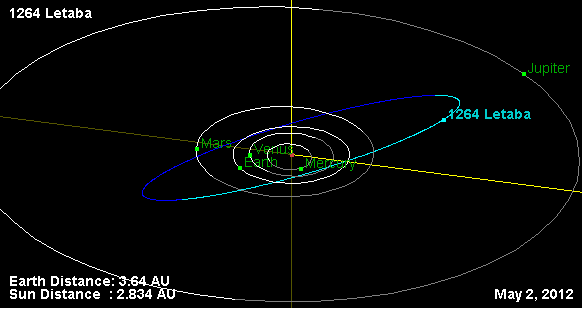

1264 Letaba è un asteroide della fascia principale del diametro medio di circa 74,74 km. Scoperto nel 1933, presenta un'orbita caratterizzata da un semiasse maggiore pari a 2,8615426 UA e da un'eccentricità di 0,1572378, inclinata di 25,02400° rispetto all'eclittica.
Il suo nome fa riferimento al fiume Letaba, nel Transvaal, in Sudafrica.